# 重案實錄O記
《重案實錄O記》是由黃志強執導的1994年香港警匪片，主演陣容包括李修賢、黃秋生、葉童、李美鳳、張耀揚，合演的還有樊少皇、李暉、黃柏文、古天樂等等。  片中長約9分鐘的槍戰場面，是在真實的灣仔街頭中以不封路的形式拍攝，藉以增加場面的真實感。 
在1996年，此電影被美國影視發行商Tai Seng Video列為重點推薦電影之一。  在2018年， 此電影被挑選在美國Anthology Film Archives作特別放映。

## 劇情簡介
李Sir（李修賢）率領有組織罪案及三合會調查科全力追捕由阿東（黃秋生）和阿詩（葉童）領導的械劫集團，為達到目的，採用部分非法手段也在所不惜。

## 演員表
| 演員   | 角色           | 粵語配音 |
| 李修賢 | 李Sir (李鎮山) | 朱子聰   |
| 黃秋生 | 阿東 (何建東)  | 黃秋生   |
| 葉童   | 阿詩           | 葉童     |
| 李美鳳 | Anna           |          |
| 張耀揚 | 劉sir (劉少秋) | 高翰文   |
| 樊少皇 | 李Sir下屬      |          |
| 李暉   | 李Sir下屬      |          |
| 黃柏文 | 李Sir下屬      |          |
| 古天樂 | 阿東手下       |          |
| 龍天生 |                |          |
| 藍靖   | 劉Sir下屬      |          |
| 王俊棠 | 林Sir          | 周志輝   |
| 羅冠蘭 |                |          |
| 夏占士 |                |          |

## 外部連結
- YouTube上的《重案實錄O記》 官方預告片
- AllMovie上《重案實錄O記》的资料（英文）
- 香港影庫上《重案實錄O記》的資料（繁體中文）
- 互联网电影数据库（IMDb）上《重案實錄O記》的资料（英文）